# タベーラ施療院
タベーラ施療院（スペイン語: Hospital de Tavera）は、スペイン・トレドの病院。正式名称はサン・フアン・バウティスタ病院 (スペイン語: Hospital de San Juan Bautista)。タベーラ病院とも呼ばれる。1603年に枢機卿でもあるフアン・パルド・デ・タベーラ大司教の命によって完成した。2016年現在は観光地になっている。ティツィアーノ・ヴェチェッリオ、エル・グレコ、ホセ・デ・リベーラなどの作品を所蔵している。

## 建築
建物自体はルネサンス様式で、当時としては大規模とされる300人を収容できた。

## 地下
地下部分には貴族の墓所があり、レルマ家などの貴族が眠っている。

## 収蔵作品

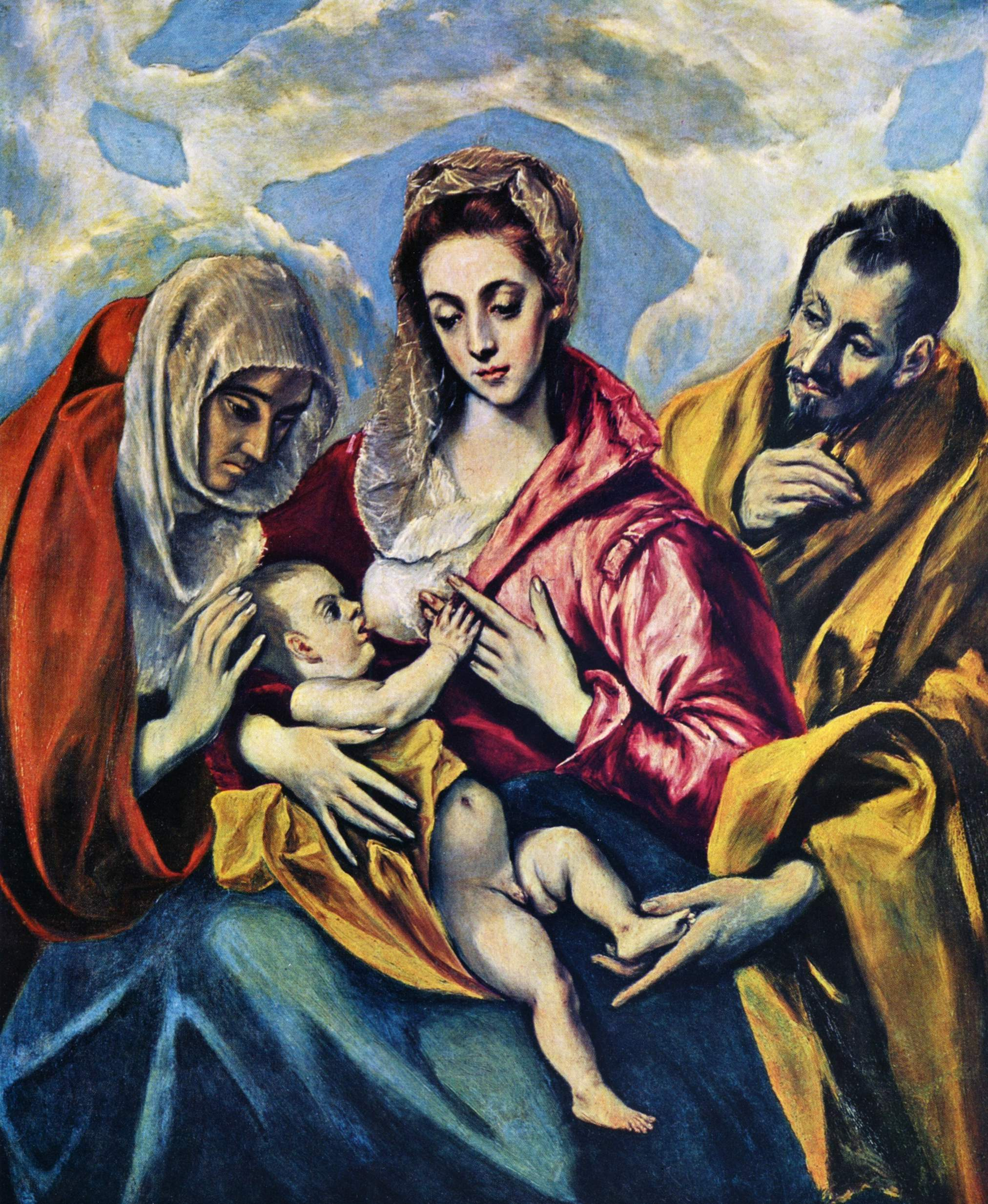
エル・グレコ『聖家族』 (1590-1596年)
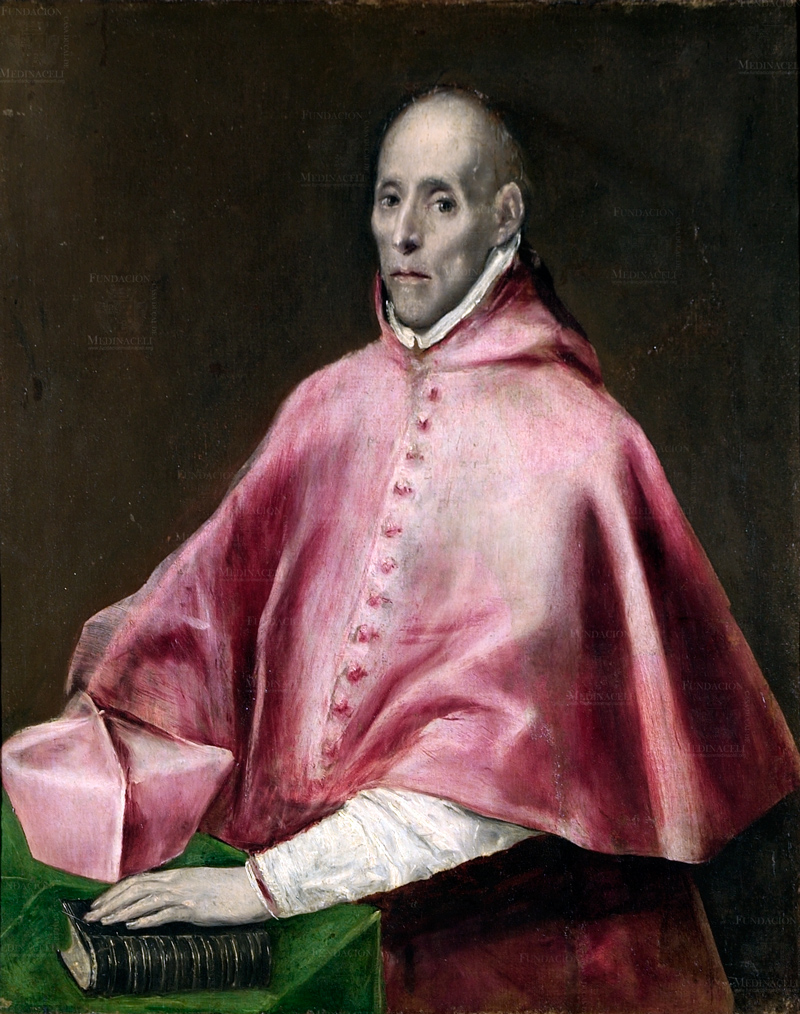
エル・グレコ『枢機卿フアン・パルド・デ・タベーラの肖像』 (1603-1605年)
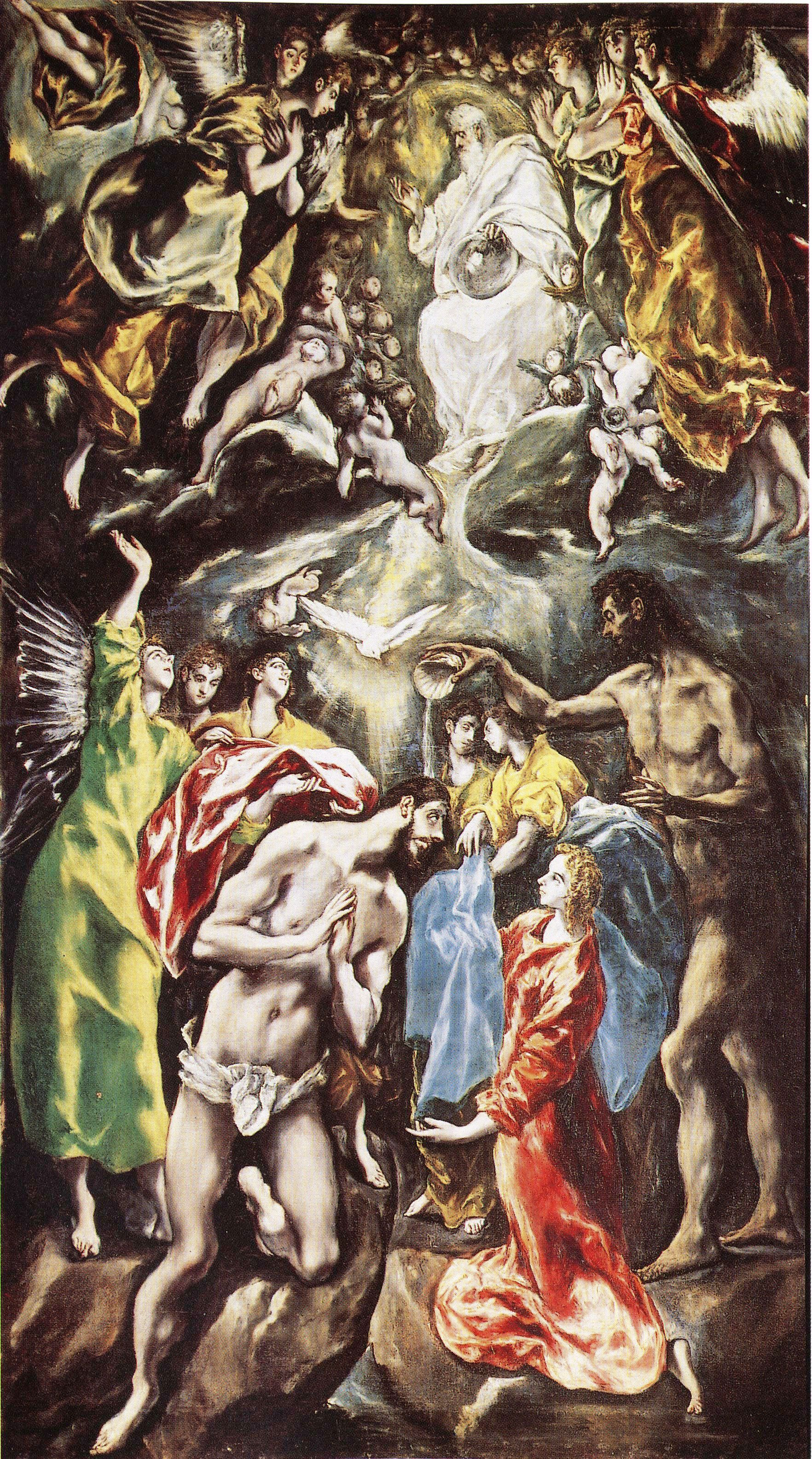
エル・グレコ『キリストの洗礼』 (1608-1614年頃)